# Matías Oyola
Matías Oyola (Río Cuarto, 15 ottobre 1982) è un ex calciatore argentino naturalizzato ecuadoriano, di ruolo centrocampista.

## Palmarès

### Club

#### Competizioni nazionali
- Campionato ecuadoriano: 3

Barcelona SC: 2012, 2016, 2020